# B. J. Slater
B. J. Slater (* 21. Juli 1965 in San Diego, auch: BJ Slater) ist ein US-amerikanischer Pornodarsteller.

## Leben
Ursprünglich aus San Diego stammend verließ er die Stadt 1983 gen Süden und versuchte sich an verschiedenen Jobs, unter anderem als Lastwagenfahrer, Barkeeper und Schwimmlehrer. Erst in den 1990ern machte er seine homosexuelle Neigung zum Beruf und wurde Pornodarsteller. Er machte sich vor allem einen Namen in Pornos mit transgeschlechtlichen Pornodarstellern. Auch trat er in vielen Pornofilmen mit bisexuellem Inhalt auf. Zurzeit ist er exklusiv bei Treasure Island Media unter Vertrag.
1992 erhielt er seinen ersten Grabby Award für die beste Nebenrolle in insgesamt drei Filmen und auch seinen ersten AVN Award als Bester Newcomer.

## Filmografie (Auswahl)
- 1992: Alley Action (Video)
- 1992: Command Performance (Video)
- 1992: Keeping Time (Video)
- 1992: Night Force (Video)
- 1992: Palm Springs 92264 (Video)
- 1992: Someone in Mind
- 1992: The Ivy League (Video)
- 1992: Trade-Off (Video)
- 1992: True (Video)
- 1992: Wild Streak (Video)
- 1993: Big City Men (Video)
- 1993: Catalina Preview Tape 7 (Video)
- 1993: Sex Games (Video)
- 1993: The She-Male Who Stole Christmas (Video)
- 1993: Transsexual Try Outs (Video)
- 1994: Bi Chill (Video)
- 1994: Bi 'n Large
- 1994: Good Bi Girl (Video)
- 1994: My She-Male Valentine (Video)
- 1994: Samurai She-Males (Video)
- 1994: Semper Bi (Video)
- 1994: She-Male Swish Bucklers (Video)
- 1994: The Bi Valley (Video)
- 1994: Trannie Get Your Gun (Video)
- 1995: AC/DC 2 (Video)
- 1995: Gentlemen Prefer She-Males (Video)
- 1997: The Man of Your Dreams (Video)
- 1998: A Few Fresh Men (Video)
- 1998: Every Inch a Man (Video)
- 1998: Guys Who Crave Big Cocks (Video)
- 2000: Big, Buff & Bi 2 (Video)
- 2009: Bone Deep (Video)
- 2010: Breeding Season 2 (Video)
- 2011: Fuck 1 (Video)
- 2011: Manfuck Manifesto (Video)
- 2011: What I Can’t See (Video)
- 2012: Fuck 3 (Video)
- 2012: Fucktards (Video)
- 2017: Fuck 11: Group Fuckers (Video)

## Preise und Auszeichnungen (Auswahl)
- 1992: AVN Award, Bester Newcomer[4]
- 1992: Grabby Awards, Bester Nebendarsteller in The Ivy League, Someone in Mind and True
- 1996: Men in Video Awards (Probie): Hottest Cock in Condom
- 2000: GayVN Awards, Special Achievement Award für AIDS Causes